# Programmautomatik

Typisches Betriebsarten-Wählrad einer modernen Spiegelreflexkamera. Die Stellung P (Program mode) bezeichnet hier die Programmautomatik.

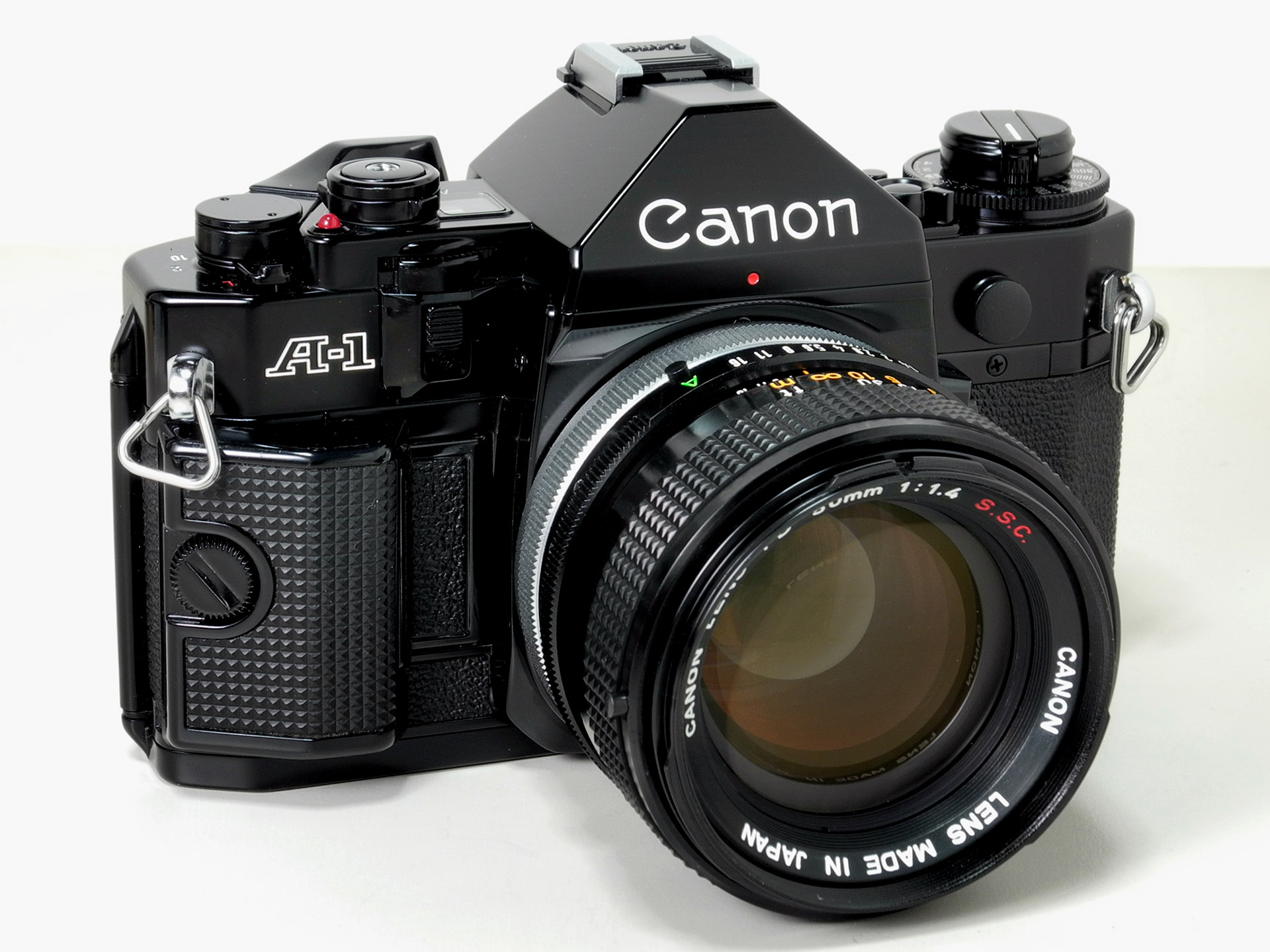
Die Canon A-1 von 1978 war eine der ersten Kleinbild-Spiegelreflexkameras mit Programmautomatik.

Als Programmautomatik wird eine Belichtungsautomatik bei automatischen Fotoapparaten bezeichnet, bei der sowohl die Belichtungszeit des Verschlusses als auch die Blendenzahl durch die Belichtungsmessung der Kamera bestimmt werden. Kameras, die über eine Programmautomatik verfügen, werden auch als Vollautomaten bezeichnet. Bis zur Einführung der Programmautomatik Ende der 1970er Jahre hatten Kameras nur manuelle Belichtungseinstellung, Blenden- oder Zeitautomatik.
Heute haben alle Kompakt- oder Systemkameras und Mobilgeräte wie Smartphones eine derartige Automatik. Erst diese Funktion ermöglicht, zusammen mit der automatischen Scharfstellung, dass ein fototechnisch hochwertiges Bild nur durch Drücken des Auslösers aufgenommen wird.

## Funktion
Die Programmautomatik hat den Programmverschluss älterer Kameras verdrängt.
Da die Auswahl der Zeit-/Blendenkombination immer das Zusammenspiel zwischen einer optimalen Blende für Schärfentiefe und der korrekten Belichtungszeit in Erwägung ziehen muss, sind viele moderne Kameras mit mehr als einer Programmautomatik ausgestattet. So hat ein „Sportprogramm“ zum Ziel, die kürzeste Belichtungszeit zu wählen, um Bewegungsunschärfe zu vermindern, während ein „Nahaufnahmeprogramm“ die kleinste Blende für die höchstmögliche Schärfentiefe wählt.

## Erweiterungen
Die meisten modernen Spiegelreflexkameras und Kompaktkameras verfügen über eine Programmautomatik, es gibt jedoch erhebliche Unterschiede in der Leistungsfähigkeit dieser Automatiken. So verfügen beispielsweise bereits die 1985 eingeführten Kleinbild-Spiegelreflex-Kameras der AF-Modellreihe von Minolta (7000, 9000, 5000) über eine mikroprozessorgesteuerte Programmautomatik mit automatischer Multi-Programmwahl auf Weitwinkel-, Standard- und Tele-Programm sowie einen Programm-Shift.

### Multi-Programmwahl
Die Steuerungsautomatik der Kamera berücksichtigt bei der Multi-Programmwahl automatisch die Brennweite des an die Kamera angesetzten Wechselobjektivs und kann dann auf ein spezifisches Weitwinkel-, Standard- oder Tele-Programm zurückgreifen. Mit einem Objektiv längerer Brennweite (ab 105 mm) schaltet die Kamera beispielsweise auf das Teleprogramm um, das nach Möglichkeit eine Kombination mit größerer Blende und kürzerer Belichtungszeit wählt, um Verwacklungen vorzubeugen. Der Leistungsumfang dieser bereits erheblich verbesserten Programmautomatiken wurde in neueren Kameragenerationen erheblich erweitert und versucht heutzutage beispielsweise, anhand der Bewegung des durch den Autofokus identifizierten Hauptmotivs zu ermitteln, ob es sich um ein statisches oder schnell bewegliches Objekt handelt, und die Zeit-/Blendenkombination dementsprechend weiter anzupassen.

### Programm-Shift

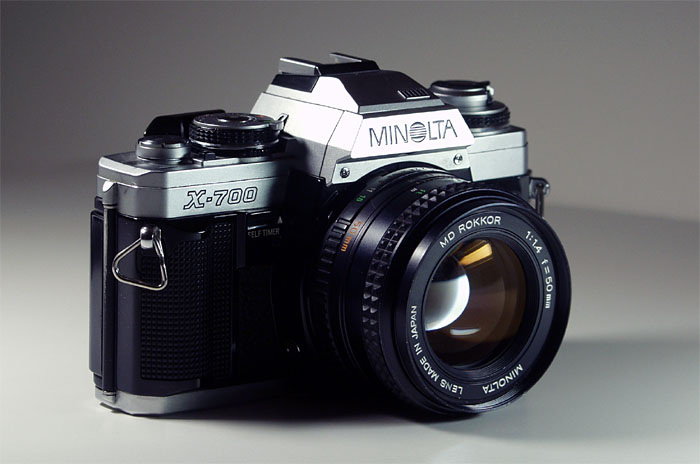
Die Minolta X-700 von 1981 war eine der ersten Spiegelreflexkameras mit einer Shift-Funktion der Programmautomatik, d. h. man konnte durch Änderung der eingestellten Blende die Kennlinie der Automatik beeinflussen.

Als Programm-Shift wird eine Funktion bezeichnet, manuell in die von der Programmautomatik ermittelte Zeit-/Blendenkombination einzugreifen und deren Werte zu verschieben, wobei jedoch eine korrekte Belichtung im Rahmen des in der aktuellen Lichtsituation möglichen immer gewahrt bleibt. Ändern sich die Lichtverhältnisse, so berücksichtigt dies die Programmautomatik in ihrem parallel verschobenen Verlauf.
Hat man beispielsweise die von der Programmautomatik ermittelten Werte um zwei Belichtungsstufen hin zu einer kürzeren Belichtungszeit verschoben und visiert eine dunklere Partie des Motivs an, so wird die Belichtungszeit wieder länger und die Blende wird weiter geöffnet; in jeder Kombination bleibt dann jedoch die Belichtungszeit um zwei Belichtungsstufen kürzer und die Blende um zwei Stufen größer als in der von der Kamera eingestellten Zeit-/Blendenkombination.